# Liste der kanadischen Senatoren aus Neufundland und Labrador
Die Liste der Senatoren Kanadas aus Neufundland und Labrador zeigt alle ehemaligen und aktuellen Mitglieder des kanadischen Senats aus der Provinz Neufundland und Labrador. Die Provinz wird durch sechs Senatoren vertreten.

## Amtierende Senatoren
|  | Name                  | Partei           | Division                 | Ernennung am  | Vorschlag von | Zwingender Rücktritt |
|  | --------------------- | ---------------- | ------------------------ | ------------- | ------------- | -------------------- |
|  | Elizabeth Marshall    | Konservative     | Neufundland und Labrador | 29. Jan. 2010 | Harper        | 7. Sep. 2026         |
|  | Fabian Manning        | Konservative     | Neufundland und Labrador | 2. Jan. 2009  | Harper        | 21. Mai 2039         |
|  | Mohamed-Iqbal Ravalia | unabhängig (ISG) | Neufundland und Labrador | 1. Juni 2018  | J. Trudeau    | 15. Aug. 2032        |
|  | David Wells           | Konservative     | Neufundland und Labrador | 25. Jan. 2013 | Harper        | 28. Feb. 2037        |

## Ehemalige Senatoren
|  | Name                     | Partei                  | Division                      | Ernennung am  | Vorschlag von | Mandatsende   |
|  | ------------------------ | ----------------------- | ----------------------------- | ------------- | ------------- | ------------- |
|  | Alexander Baird          | Liberale                | St. John’s                    | 17. Aug. 1949 | Saint-Laurent | 23. Nov. 1967 |
|  | George Baker             | Liberale                | Neufundland und Labrador      | 26. März 2002 | Chrétien      | 4. Sep. 2017  |
|  | Michael Basha            | Liberale                | West Coast                    | 24. Jan. 1951 | Saint-Laurent | 18. Nov. 1976 |
|  | Frederick Gordon Bradley | Liberale                | Bonavista-Twillingate         | 12. Juni 1953 | Saint-Laurent | 30. März 1966 |
|  | Vincent Burke            | Liberale                | St. Jacques                   | 25. Jan. 1950 | Saint-Laurent | 19. Dez. 1953 |
|  | Chesley William Carter   | Liberale                | The Grand Banks               | 8. Juli 1966  | Pearson       | 28. Juli 1977 |
|  | Ethel Cochrane           | Konservative            | Neufundland und Labrador      | 17. Nov. 1986 | Mulroney      | 23. Sep. 2012 |
|  | Eric Cook                | Unabhängig              | St. John’s East               | 14. Feb. 1964 | Pearson       | 26. Juli 1984 |
|  | Joan Cook                | Liberale                | Neufundland und Labrador      | 6. März 1998  | Chrétien      | 6. Okt. 2009  |
|  | C. William Doody         | Progressiv-Konservative | Harbour Main-Bell Island      | 3. Nov. 1979  | Clark         | 27. Dez. 2005 |
|  | Norman Doyle             | Konservative            | Neufundland und Labrador      | 6. Jan. 2012  | Harper        | 11. Nov. 2020 |
|  | James Duggan             | Liberale                | Avalon                        | 8. Juli 1966  | Pearson       | 28. Feb. 1978 |
|  | George Furey             | Unabhängig              | Neufundland und Labrador      | 11. Aug. 1999 | Chrétien      | 11. Mai 2023  |
|  | John Gilbert Higgins     | Progressiv-Konservative | St. John’s East               | 15. Jan. 1959 | Diefenbaker   | 1. Juli 1963  |
|  | Malcolm Hollet           | Progressiv-Konservative | Burin                         | 6. Okt. 1961  | Diefenbaker   | 3. März 1971  |
|  | Phillip Lewis            | Liberale                | St. John’s                    | 23. März 1978 | P. Trudeau    | 28. Nov. 1999 |
|  | Jack Marshall            | Progressiv-Konservative | Humber-St. George’s-St. Barbe | 23. März 1978 | P. Trudeau    | 26. Nov. 1994 |
|  | Gerald Ottenheimer       | Progressiv-Konservative | Waterford-Trinity             | 30. Dez. 1987 | Mulroney      | 1. Jan. 1998  |
|  | George Penny             | Liberale                | Neufundland                   | 17. Aug. 1949 | Saint-Laurent | 4. Dez. 1949  |
|  | Raymond Petten           | Liberale                | Bonavista                     | 17. Aug. 1949 | Saint-Laurent | 16. Feb. 1968 |
|  | William Petten           | Liberale                | Bonavista                     | 8. Apr. 1968  | Pearson       | 28. Jan. 1998 |
|  | Calvert Pratt            | Liberale                | St. John’s West               | 24. Jan. 1951 | Saint-Laurent | 13. Nov. 1963 |
|  | Herman Quinton           | Liberale                | Burgeo-Lapoile                | 24. Jan. 1951 | Saint-Laurent | 2. Apr. 1952  |
|  | Bill Rompkey             | Liberale                | Neufundland und Labrador      | 22. Sep. 1995 | Chrétien      | 13. Mai 2011  |
|  | Frederick Rowe           | Liberale                | Lewisporte                    | 9. Dez. 1971  | P. Trudeau    | 29. Sep. 1987 |
|  | Raymond Squires          | Liberale                | Neufundland und Labrador      | 9. Juni 2000  | Chrétien      | 6. Feb. 2001  |